# 桑德 (下莱茵省)
桑德（法語：Sand，发音：[sand] 或 [sant]）是法国下莱茵省的一个市镇，属于塞莱斯塔-埃尔什泰因区（Sélestat-Erstein）和埃尔什泰因县（Erstein）。该市镇总面积6.35平方公里，2009年时的人口为1149人。

## 人口
桑德人口变化图示